# Ander Alcaine
Ander Alcaine Val (né le 20 décembre 1991 à Jaca) est un joueur professionnel de hockey sur glace espagnol. Il évolue au poste de gardien de but.

## Biographie

### Carrière en club
Le hockey sur glace est le sport le plus populaire dans sa ville natale de Jaca. Alcaine commence ce sport à l'âge de cinq ans. Son premier entraîneur est russe. L'équipe ne possédant pas de gardien, il demande à Alcaine d'essayer ce poste. Alcaine, qui a du mal à comprendre les tactiques expliquées par son entraîneur, accepte et prend rapidement au jeu. En 2008, il commence sa carrière dans la Superliga Española avec le FC Barcelone. L'équipe remporte le titre national en 2009.
En 2011, il signe aux Diables Rouges de Briançon dans la Ligue Magnus. L'entraîneur de l'équipe Luciano Basile est le sélectionneur de l'équipe d'Espagne. Disposant d'un budget de recrutement serré, il décide d'engager le jeune gardien de 19 ans afin d'en faire son portier titulaire. Le pari est osé étant donné qu'Alcaine n'a jamais évolué au niveau professionnel. Durant le mois d'août et pendant une semaine, les deux gardiens de l'équipe Alcaine et Aurélien Bertrand sont conseillés et entraînés par Jonathan Bernier, gardien de but des Kings de Los Angeles dans la Ligue nationale de hockey. Bernier est le frère de l'attaquant des Diables Rouges de Briançon Marc-André Bernier. Lors de son premier match officiel en Coupe de la Ligue, Alcaine réalise un blanchissage contre Grenoble lors d'une victoire 7-0. Les Diables Rouges, premiers de la poule D, éliminent ensuite Chamonix puis Rouen pour atteindre la finale de l'épreuve. Le match se dispute sur la glace de Méribel où ils comptent cinq défaites en finale de Coupe de la ligue et de Coupe de France. Après trois échecs à ce stade de la compétition, les Briançonnais l'emportent 4-1 face aux Pingouins de Morzine-Avoriaz et décrochent la première Coupe de la Ligue de leur histoire. En Coupe de France, les rouges sont sortis 3-2 par Amiens en quart de finale après avoir battu Valence et Gap. L'année 2012 est plus difficile, ils terminent in extremis quatrièmes de la saison régulière de la ligue Magnus. Au complet, ils se font éliminer par Angers, qui comptent cinq blessés, en quart de finale trois victoires à une. En juillet 2012, Alcaine est convié au camp de développement des Maple Leafs de Toronto sur invitation de l'entraîneur des gardiens François Allaire.
Début août, il décide de poursuivre ses études en Espagne après avoir perdu l'opportunité de prolonger à Briançon. 
Il signe pour le club du CH Vitoria-Gasteiz alors qu'il aurait également pu être mis à l'essai dans des clubs de deuxième niveau suédois et finlandais.
Il prend sa retraite en avril 2020.

### Carrière internationale
Il représente l'équipe d'Espagne En équipe nationale. Il a participé aux sélections jeunes. En 2009, il prend part à son premier championnat du monde dans la division 2. Il réalise son premier blanchissage au cours du championnat du monde 2010 de la division 2, groupe A lors de la victoire 6-0 face à l'Australie où il stoppe cinquante-cinq lancers adverses. L'Espagne remporte son groupe et accède à la division 1 pour l'édition 2011. Il s'agit de la première participation de l'Espagne à ce niveau de compétition. Dernière de la Division 1, groupe A, Alcaine et ses coéquipiers décrochent un succès face à la Corée du Sud 3-2 en prolongation. Il dispute l'Universiade d'hiver de 2011 avec l'Espagne.

## Trophées et honneurs personnels

### Championnat du monde moins de 18 ans
- 2007 : meilleur pourcentage d'arrêts de la division 3.
- 2007 : meilleure moyenne de buts alloués de la division 3.

### Championnat du monde junior
- 2010 : nommé meilleur gardien de la division 2, groupe A.
- 2011 : nommé meilleur gardien de la division 2, groupe A.

### Championnat du monde
- 2010 : meilleur pourcentage d'arrêts de la division 2, groupe A.
- 2010 : meilleure moyenne de buts alloués de la division 2, groupe A.
- 2012 : nommé meilleur gardien de but de la division 2, groupe A.
- 2012 : meilleur pourcentage d'arrêts de la division 2, groupe A.
- 2012 : meilleure moyenne de buts alloués de la division 2, groupe A.

### Ligue Magnus
- 2011-2012 : nommé révélation de la saison par les médias[15].

## Statistiques

### En équipe nationale
| Année | Évènement                            |   | PJ | V | D | Pr/N         | Min | BC   | Moy   | % Arr | Bl | Pun                                           |  | Résultat |
| 2006  | Championnat du monde moins de 18 ans | 2 | 0  | 2 | 0 | 26 min 18 s  | 4   | 9,13 | 60,00 | 0     |    | Sixième place de la division 2, groupe A      |  |          |
| 2007  | Championnat du monde moins de 18 ans | 4 | 4  | 0 | 0 | 210 min 50 s | 8   | 2,28 | 87,69 | 0     | 0  | Médaille d'or de la division 3                |  |          |
| 2008  | Championnat du monde junior          | 2 | 0  | 2 | 0 | 61 min 35 s  | 8   | 7,79 | 89,04 | 0     | 0  | Quatrième place de la division 2, groupe B    |  |          |
| 2008  | Championnat du monde moins de 18 ans | 5 | 2  | 3 | 0 | 245 min 43 s | 17  | 4,15 | 89,44 | 0     | 0  | Cinquième place de la division 2, groupe B    |  |          |
| 2009  | Championnat du monde junior          | 5 | 1  | 4 | 0 | 273 min 17 s | 17  | 3,60 | 88,59 | 0     | 0  | Cinquième place de la division 2, groupe B    |  |          |
| 2009  | Championnat du monde moins de 18 ans | 5 | 1  | 4 | 0 | 234 min 10 s | 17  | 4,36 | 89,94 | 1     | 0  | Cinquième place de la division 2, groupe A    |  |          |
| 2009  | Championnat du monde                 | 5 | 3  | 2 | - | 240 min      | 13  | 3,25 | 90,15 | 0     | 0  | Médaille de bronze de la division 2, groupe B |  |          |
| 2010  | Championnat du monde junior          | 5 | 3  | 2 | - | 294 min 22 s | 17  | 3,47 | 90,81 | 0     | 0  | Médaille de bronze de la division 2, groupe A |  |          |
| 2010  | Championnat du monde                 | 4 | 4  | 0 | - | 240 min      | 6   | 1,50 | 95,59 | 1     | 0  | Médaille d'or de la division 2, groupe A      |  |          |
| 2011  | Championnat du monde junior          | 5 | 3  | 2 | - | 299 min 2 s  | 16  | 3,21 | 92,27 | 1     | 0  | Médaille de bronze de la division 2, groupe A |  |          |
| 2011  | Championnat du monde                 | 4 | 1  | 3 | - | 204 min 5 s  | 18  | 5,29 | 91,13 | 0     | 0  | Cinquième place de la division 1, groupe A    |  |          |
| 2012  | Championnat du monde                 | 5 | 4  | 1 | - | 290 min 17 s | 9   | 1,86 | 95,16 | 1     | 0  | Médaille d'argent de la division 2, groupe A  |  |          |
| 2012  | Qualifications olympiques            | 3 | 1  | 2 | - | 180 min      | 16  | 5,33 | 90,30 | 0     | 0  | Non qualifié                                  |  |          |
| 2014  | Championnat du monde                 | 4 | 4  | 0 | - | 220 min      | 3   | 0,82 | 93,88 | 2     | 0  | Médaille d'or de la division 2, groupe B      |  |          |
| 2015  | Championnat du monde                 | 4 | 2  | 2 | - | 215 min 9 s  | 13  | 3,63 | 87,13 | 0     | 0  | Quatrième de la division 2, groupe A          |  |          |
| 2015  | Qualifications olympiques            | 3 | 2  | 1 | - | 167 min 57 s | 8   | 2,86 | 87,30 | 0     | 0  | Non qualifié                                  |  |          |
| 2016  | Championnat du monde                 | 4 | 2  | 1 | - | 247 min 4 s  | 7   | 1,70 | 93,40 | 1     | 2  | Médaille d'argent de la division 2, groupe A  |  |          |
| 2018  | Championnat du monde                 | 5 | 5  | 0 | - | 242 min 16 s | 6   | 1,49 | 89,70 | 1     | 0  | Médaille d'or de la division 2, groupe B      |  |          |
| 2019  | Championnat du monde                 | 5 | 2  | 1 | 2 | 309 min 58 s | 14  | 2,71 | 90,21 | 0     | 0  | Quatrième place de la division 2, groupe A    |  |          |
| 2020  | Qualifications olympiques            | 2 | 1  | 1 | - | 89 min 45 s  | 4   | 2,70 | 90,20 | 0     | 0  | Deuxième place du groupe L, Non qualifié      |  |          |